# Reichswehr
Reichswehr (hrv. Carska obrana), oružane snage Weimarske Republike i Trećeg Reicha do 1935. i uklapanja u snage Wehrmachta, prepoznatljive po njemačkoj carskoj trobojnici sa željeznim križem. Bile su nasljednica Njemačke carske vojske raspuštene nakon ukidanja Njemačkog Carstva završetkom Prvog svjetskog rata.
Početkom 1920-ih snage Reichswehra brojile su 115 000 pripadnika raspoređenih u kopnenu vojsku Reichsheer i ratnu mornaricu Reichsmarine (Carsku mornaricu). Unatoč uspostavljanju Republike, pridjev carski koristio se u nazivlju Reichswehra sve do njegova ukinuća. Središnji garinzon vojske nalazio se u Zossenu, dvadesetak kilometara južno od Berlina.
Vrhovni zapovjednici Reichswehra bili su predsjednici vlade Weimarske Republike.

## Vanjske poveznice
- Axis History Factobook Reichswehr